# Luis Alberto Fernández Alara
Luis Alberto Fernández Alara (Buenos Aires, Argentina, 26 de outubro de 1946) é um prelado da Igreja Católica. Foi bispo auxiliar de Buenos Aires de 2009 a 2013, quando se tornou bispo de Rafaela.

## Vida
Nascido em Lomas de Zamora, Fernández Alara foi ordenado sacerdote em 29 de junho de 1975.
Em 24 de janeiro de 2009, foi nomeado bispo auxiliar de Buenos Aires e bispo titular de Carpi.
Fernández Alara recebeu sua consagração episcopal no dia 27 de março de 2009 de Jorge Mario Bergoglio, arcebispo de Buenos Aires, mais tarde eleito Papa Francisco, tendo como co-consagradores o arcebispo de Mercedes-Luján, Agustín Roberto Radrizzani, o bispo de Lomas de Zamora, Jorge Rubén Lugones, e o arcebispo de Santa Fé de la Vera Cruz, José María Arancedo.
Ele foi nomeado bispo de Rafaela em 10 de setembro de 2013.